# 勉誠出版
勉誠出版株式会社（べんせいしゅっぱん）は、日本の出版社。1967年（昭和42年）設立。主に文学・時事・社会問題の分野の出版を手掛けていた。
創業から55年の長きにわたり人文学系学術書の出版に携わってきたが、社主も高齢となり閉業を考える必要が出たことから、勉誠出版株式会社 編集部部長であった吉田祐輔を代表取締役社長として2021年（令和3年）「株式会社 勉誠社」を設立し、業務の一切を今後も同様に継続することとした。「勉誠出版 株式会社」のスタッフを「勉誠社」に引き継ぎ、書籍制作・編集・営業等の業務を進めてきたが、2023年より全業務を「勉誠社」にて執り行う運びとなった。「勉誠出版 株式会社」の既刊書籍についても、引き続き取り扱いを継続している。

## 概要
「不易流行をふまえ前向きに生きる」「人に対して誠実」「仕事に対して誠実」「社会に対して誠実」「世界に対して誠実」を理念として掲げる。
文学ジャンルでは、『世界児童・青少年文学情報大事典』『宮沢賢治事典』『太宰治事典』『菅原道真事典』『太平記』『チェスター・ビーティー・ライブラリー』などといった事典・辞典や研究書、その他の一般書を出版している。時事、社会問題の分野では、『精神医療の静かな革命-向精神薬の光と影』『図書館経営論』『グローバル化時代の日本人』といった通説的な視点とは別の視点で問題を取り扱う出版物が多い。
1999年2月新免康編「越境する新疆・ウイグル」より刊行が始まった『アジア遊学』は、2019年現在、242号以上まで続き、アジアの文化・歴史・社会その他に関するユニークな論文集のシリーズとなっている。2004年（平成16年）4月10日には、季刊誌「GYROS（ジャイロス・既に休刊）」を刊行。
2015年、第12回「出版梓会新聞社学芸文化賞」を受賞。